# Prix national de clôture
Le Prix national de clôture (également appelé Grand Prix de clôture ou Prix de clôture ; en néerlandais : Nationale Sluitingsprijs ou Putte-Kapellen) est une course cycliste disputée à Putte-Kapellen (commune de Kapellen), dans la province d'Anvers en Belgique. Créé en 1929, il fait partie de l'UCI Europe Tour de 2005 à 2017, en catégorie 1.1. Il conclut la saison cycliste belge en octobre. En 2016, l'épreuve est une des manches de la Coupe de Belgique sur route.
En 2017, Golazo Sports reprend l'organisation de l'épreuve. En 2018, elle devient une course du calendrier national belge, disputée sous la forme d'une kermesse professionnelle, et n'est plus organisée sous l'égide de l'UCI,.

## Palmarès

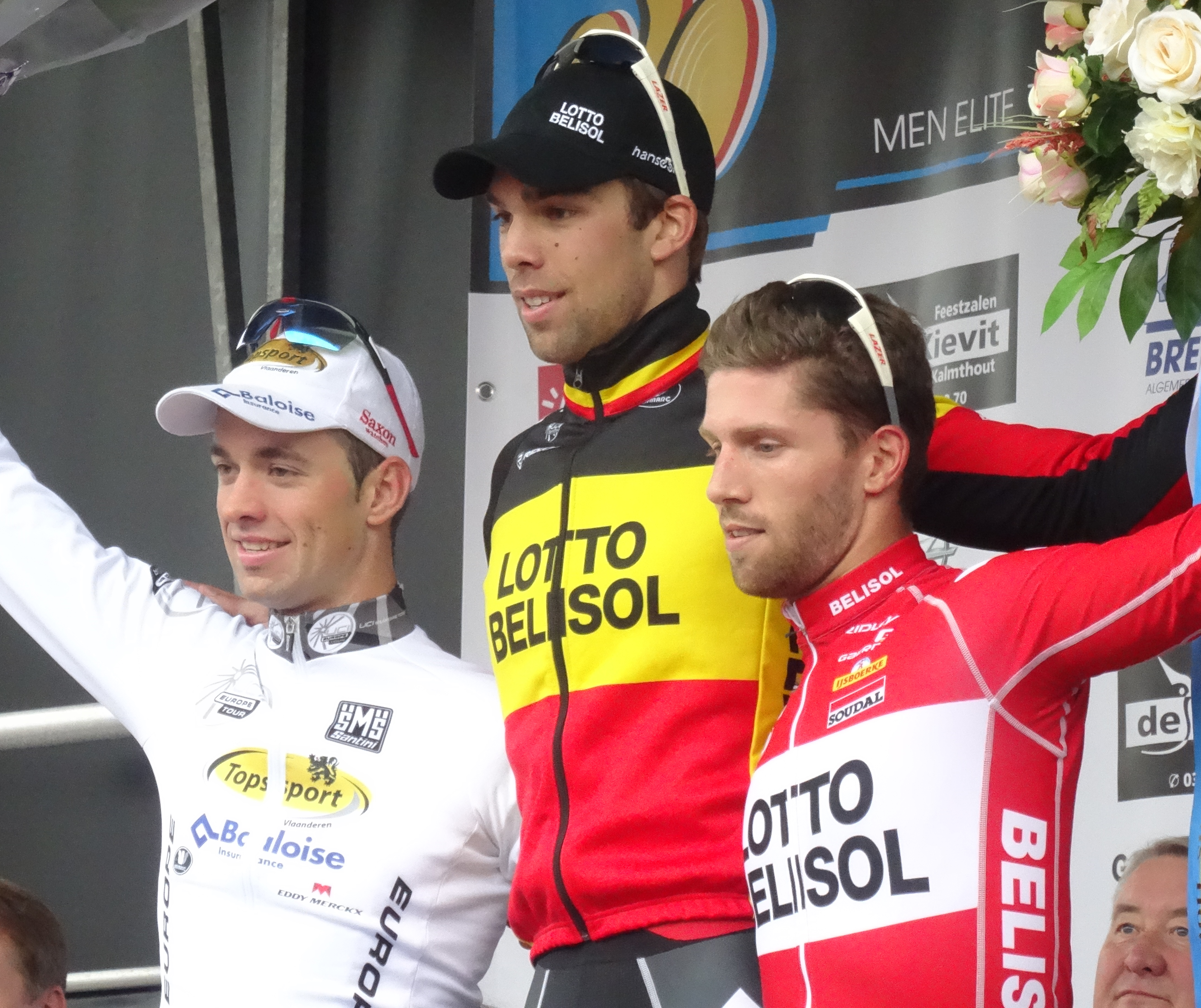
Podium de l'édition 2014 : Tom Van Asbroeck (2e et vainqueur de l'UCI Europe Tour 2014 grâce à cette course), Jens Debusschere (1er) et Jonas Van Genechten (3e).

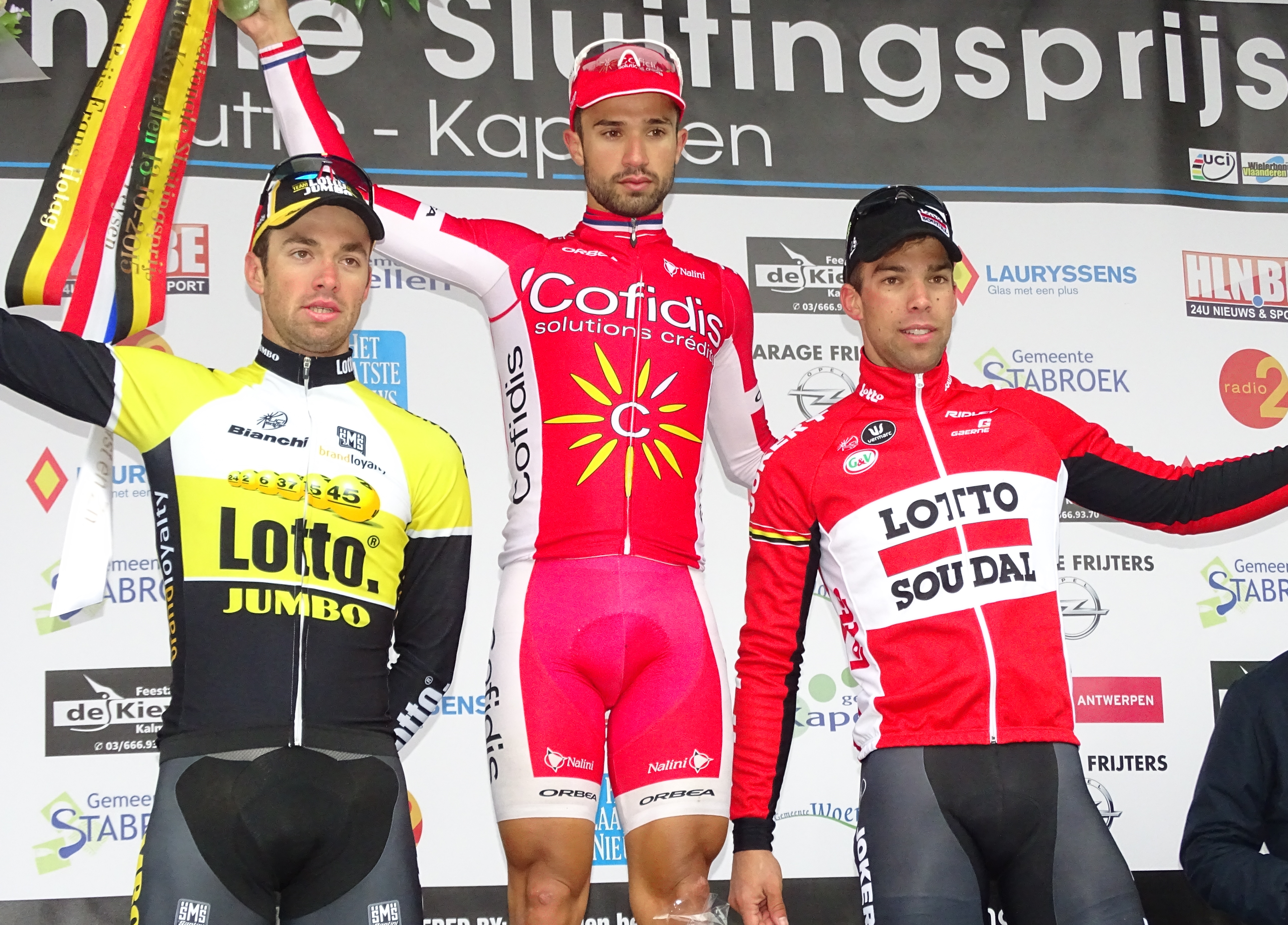
Podium de l'édition 2015 : Tom Van Asbroeck (2e), Nacer Bouhanni (1er et vainqueur de l'UCI Europe Tour 2015 grâce à cette course) et Jens Debusschere (3e).

| Année     | Vainqueur               | Deuxième                  | Troisième                   |
| --------- | ----------------------- | ------------------------- | --------------------------- |
| 1929      | Alexander Maes          | Armand Van Bruaene        | August Reyns                |
| 1930      | Georges Ronsse          | Godfried De Vocht         | Louis Delannoy              |
| 1931      | Godfried De Vocht       | Jules Deschepper          | Odiel Van Hevel             |
| 1932      | Leo De Rijck            | August Verdijck           | Cornelius Leemans           |
| 1933      | Leo De Rijck            | Louis Duerloo             | Jérôme France               |
| 1934      | Jozef Horemans          | Frans Dictus              | Louis Rolus                 |
| 1935      | Gustave Reyns           | Frans Dictus              | Louis Rolus                 |
| 1936      | Frans Dictus            | Michel D'Hooghe           | Albert Gijsen               |
| 1937      | Karel Kaers             | Stan Lauwers              | Louis Duerloo               |
| 1938      | Albert Gijsen           | Frans Binnemans           | Kemper Horemans             |
| 1939-42   | non-disputé             |                           |                             |
| 1943      | Frans Hotag             | Martin Van Den Broeck     | Leopold Verschueren         |
| 1944      | non-disputé             |                           |                             |
| 1945      | Theo Middelkamp         | Frans Knaepkens           | Bernard Francken            |
| 1946      | Victor Jacobs           | Jef Mertens               | Omer Mommerency             |
| 1947      | Albert Ramon            | Désiré Marien             | Emile Rogiers               |
| 1948      | Léon Daenekynt          | Jozef Van Staeyen         | Robert Minnaert             |
| 1949      | André Declerck          | René Janssens             | Omer Braeckeveldt           |
| 1950      | Arthur Mommerency       | Omer Braeckeveldt         | Juul Huvaere                |
| 1951      | René Janssens           | Henri Van Kerckhove       | Marcel Hendrickx            |
| 1952      | René Janssens           | Hilaire Couvreur          | Henri Van Kerckhove         |
| 1953      | Jozef Schils            | Frans Loyaerts            | Karel De Baere              |
| 1954      | Jean Bogaerts           | Jozef De Feyter           | Joseph Wauters              |
| 1955      | Karel De Baere          | Pino Cerami               | Martin Van Geneugden        |
| 1956      | Roger Verplaetse        | Rik Van Looy              | André Vlayen                |
| 1957      | Roger Decock            | Maurice Meuleman          | Karel De Baere              |
| 1958      | Karel De Baere          | Jozef Schils              | Rik Van Looy                |
| 1959      | Joseph Planckaert       | Petrus Oellibrandt        | Jo de Haan                  |
| 1960      | Emile Daems             | Jean-Baptiste Claes       | Jan Zagers                  |
| 1961      | Piet Rentmeester        | Robert De Middeleir       | Louis Proost                |
| 1962      | Ludo Janssens           | Gustaaf Desmet            | Benoni Beheyt               |
| 1963      | Gustaaf Desmet          | Etienne Vercauteren       | Theo Mertens                |
| 1964      | Gustaaf Desmet          | Benoni Beheyt             | Jozef Verachtert            |
| 1965      | Frans Brands            | Noël Foré                 | Armand Desmet               |
| 1966      | Henk Nijdam             | Gustaaf Desmet            | Roger De Wilde              |
| 1967      | Eddy Merckx             | Jos Boons                 | René Corthout               |
| 1968      | Frans Brands            | Julien Stevens            | Jozef Huysmans              |
| 1969      | René Pijnen             | Willy De Geest            | Fernand Hermie              |
| 1970      | Daniel Van Ryckeghem    | Pieter Nassen             | Dani Verplancke             |
| 1971      | Roger Swerts            | Etienne Antheunis         | Gerben Karstens             |
| 1972      | Gustaaf Van Roosbroeck  | Eddy Merckx               | Walter Godefroot            |
| 1973      | Gustaaf Van Roosbroeck  | Dirk Baert                | Fernand Hermie              |
| 1974      | Frans Van Looy          | Pierre Tosi               | Cees Bal                    |
| 1975      | Johan van Katwijk       | Etienne Van Der Helst     | Ludo Peeters                |
| 1976      | Herman Van Springel     | Frans Van Vlierberghe     | Adri Schipper               |
| 1977      | Frans Van Looy          | Eddy Verstraeten          | Willem Peeters              |
| 1978      | Jos Jacobs              | Hendrik Caethoven         | Danny Ameloot               |
| 1979      | Frans Van Looy          | Fedor den Hertog          | Willy Teirlinck             |
| 1980      | Patrick Lerno           | Dirk Heirweg              | Ronny Van Marcke            |
| 1981      | Jan Bogaert             | William Tackaert          | Luc Colijn                  |
| 1982      | Luc Colijn              | Alain Desaever (en)       | Patrick Cocquyt             |
| 1983      | Adrie van der Poel      | Ludo De Keulenaer         | Leo van Vliet               |
| 1984      | Dirk Heirweg            | Ludo De Keulenaer         | Jean-Marie Wampers          |
| 1985      | Jean-Marie Wampers      | Eddy Van Hoof             | Eddy Vanhaerens             |
| 1986      | Adrie van der Poel      | René Martens              | Jacques Hanegraaf           |
| 1987      | Adrie van der Poel      | Henri Mannaerts           | Gerrie Knetemann            |
| 1988      | Jerry Cooman            | Michel Cornelisse         | Hans Daams                  |
| 1989      | Benjamin Van Itterbeeck | Marnix Lameire            | Patrice Bar                 |
| 1990      | Ludo Giesberts          | Hendrik Redant            | Dirk Heirweg                |
| 1991      | Herman Frison           | Kees Hopmans (nl)         | Peter Spaenhoven (nl)       |
| 1992      | Paul Haghedooren        | Michel Cornelisse         | Niko Eeckhout               |
| 1993      | Wim Omloop              | Peter Spaenhoven (nl)     | Edwig Van Hooydonck         |
| 1994      | Maarten den Bakker      | Adrie van der Poel        | Servais Knaven              |
| 1995      | Tom Steels              | Jelle Nijdam              | Marat Ganeïev               |
| 1996      | Peter Spaenhoven (nl)   | Michael van der Wolf (nl) | Robbie Vandaele             |
| 1997      | John Talen              | Geert Omloop              | Bart Heirewegh              |
| 1998      | Wilfried Peeters        | Andreas Beikirch          | Steven de Jongh             |
| 1999      | Dave Bruylandts         | Steven de Jongh           | Koen Beeckman (en)          |
| 2000      | Steven de Jongh         | Aart Vierhouten           | Wilfried Peeters            |
| 2001      | Wesley Van Speybroeck   | Christoph Roodhooft       | Donatas Virbickas           |
| 2002      | Geert Omloop            | Roy Sentjens              | Gorik Gardeyn               |
| 2003      | Nick Nuyens             | Max van Heeswijk          | Remco van der Ven           |
| 2004      | Max van Heeswijk        | Steven de Jongh           | Hans Dekkers                |
| 2005      | Gert Steegmans          | Roger Hammond             | Rudie Kemna                 |
| 2006      | Gorik Gardeyn           | Benny De Schrooder        | Andy Cappelle               |
| 2007      | Floris Goesinnen        | Roy Sentjens              | Kristof Goddaert            |
| 2008      | Hans Dekkers            | Tom Boonen                | Tom Veelers                 |
| 2009      | Denis Flahaut           | Stefan van Dijk           | James Vanlandschoot         |
| 2010      | Adam Blythe             | Wouter Weylandt           | Stefan van Dijk             |
| 2011      | Yauheni Hutarovich      | Joeri Stallaert           | Wim Stroetinga              |
| 2012      | Wim Stroetinga          | Michael Van Staeyen       | Stefan van Dijk             |
| 2013      | Jens Debusschere        | Timothy Dupont            | Reinardt Janse van Rensburg |
| 2014      | Jens Debusschere        | Tom Van Asbroeck          | Jonas Van Genechten         |
| 2015      | Nacer Bouhanni          | Tom Van Asbroeck          | Jens Debusschere            |
| 2016      | Roy Jans                | Timothy Dupont            | Moreno Hofland              |
| 2017      | Arvid de Kleijn         | Coen Vermeltfoort         | Timothy Dupont              |
| 2018      | Taco van der Hoorn      | Piotr Havik               | Cees Bol                    |
| 2019      | Piotr Havik             | Luke Mudgway              | Lionel Taminiaux            |
| 2020-2021 | pas de course           | pas de course             | pas de course               |
| 2022      | Arne Marit              | Coen Vermeltfoort         | Milan Fretin                |
| 2023      | Coen Vermeltfoort       | David van der Poel        | Jordan Habets               |
| 2024      | Timo de Jong            | Ylber Sefa                | Peter Schulting             |